# 麻田健人
麻田 健人（あさだ けんと、1993年1月1日 - ）は、日本の俳優、モデルであり、PrizmaXのメンバーである。
キャレス、スターダストプロモーション（芸能5部）に所属していた。過去に「三代澤健人」という名で活動していた。奈良県出身。血液型A型。

## 略歴
PrizmaXの一員として、スターダストプロモーションに入所。
2008年4月、NHKみんなのうたの『CRYSTAL CHILDREN』を歌うユニット・クリスタルズのメンバーに選ばれ、同年4月23日にCDデビューを果たす。
2008年、PrizmaXとしての活動を休止する。

## 作品

### シングルCD
- CRYSTAL CHILDREN（2008年4月23日） - クリスタルズ

## 出演

### テレビ
- ラブ＊リルカ（2005年10月 - 12月、東京MXテレビ）
- みんなのうた『CRYSTAL CHILDREN』（2008年4月 - 5月、NHK） - クリスタルズ

### ラジオドラマ
- 岩井俊二プロデュース円都通信 ひまわり（2005年11月、JFN）菊永 役